# Жак д’Ибелин
Жак д’Ибелин (фр. Jacques d’Ibelin; ок. 1240 — 1276) — граф Яффы, сеньор Рамлы в королевстве Иерусалим (1266—1268, с 1268 года титулярный).
Сын Жана д’Ибелина и его жены Марии Армянской. Наследовал отцу в 1266 году.
Юрист (как и отец), написал несколько статей для Ассизов Иерусалимского королевства.
3 марта 1268 года его владения захватили мамлюки, сам он бежал к родственникам на Кипр.
Женой Жака д’Ибелина была Мария Монбельярдская, вдова Гуго Ибелин-Бейрутского, дочь Эда Монбельярдского — констебля Иерусалима, и Эскивы де Сент-Омер, княгини Галилеи. Свадьба — ок. 1260 года. Детей не было.
Жак д’Ибелин умер в 1276 году. Его титулы унаследовал младший брат — Ги д’Ибелин (ум. 1304), потомки которого называли себя графами Яффы до конца XIV века.